# Кузовлево (Рыбинский район)
Кузовлево — деревня в Арефинском сельском поселении Рыбинского района Ярославской области России.

## География
Деревня расположена на северо-западе сельского поселения на левом берегу реки Ухра. Это самый северный и самый нижний по течению Ухры населённый пункт Арефинского сельского поселения. С остальными деревнями поселения Кузовлево связывают две дороги в южном направлении. Одна, следуя по берегу Ухры, через деревню Кишатино выходит к деревне Хламово, стоящей на левом берегу Мормы, левого притока Ухры. Другая дорога, проходящая западнее, в стороне от Ухры, ведёт к деревне Коняево, также стоящей на левом берегу Мормы, выше Хламово. Основная улица деревни ориентирована перпендикулярно берегу Ухры. К западу и северо-западу от Кузовлево — обширный лесной массив, бассейн реки Грабежовка.

## История
Деревня Кузовлева обозначена на плане Генерального межевания Рыбинского уезда 1792 года.
На 1 января 2007 года в деревне Кузовлево числился 1 постоянный житель . Почтовое отделение, расположенное в центре сельского поселения селе Арефино обслуживает в деревне Кузовлево 24 домов .

## Персоналии
В деревне родился русский купец XIX века М. Е. Комаров.